# Michel Stolker
Pour les articles homonymes, voir Stolker.
Michiel Johannes Stolker appelé Michel Stolker ou Mies Stolker, né le 29 septembre 1933 à Zuilen et mort le 28 mai 2018 à Etten-Leur (Brabant-Septentrional), est un coureur cycliste néerlandais, devenu directeur sportif.

## Palmarès

### Palmarès amateur
- 1953
  - Tour d'Overijssel
  - 2e du Tour de Hollande-Septentrionale
- 1955
  - Tour d'Overijssel
  - Tour du Limbourg
  - 2e de l'Omloop der Kempen
  - 3e de l'Olympia's Tour

### Palmarès professionnel
- 1956
  - 13e étape du Tour d'Italie
  - 1rea étape du Tour de Luxembourg
- 1958
  - 2e du championnat des Pays-Bas sur route
- 1959
  - 2e d'Anvers-Ougrée
  - 2e du Circuit des régions flamandes
- 1960
  - Circuit du Houtland
  - 2e du Grand Prix d'Orchies
  - 2e du Grand Prix d'Isbergues
  - 2e de Paris-Tours
  - 3e du Grand Prix de l'Escaut
  - 4e du Tour de Lombardie
  - 9e de Liège-Bastogne-Liège
- 1961
  - Tour de Picardie :
    - Classement général
    - 1re étape

  - 3e du Grand Prix d'Antibes
  - 3e du championnat des Pays-Bas sur route
  - 5e du Tour des Flandres
  - 7e de Paris-Tours
- 1962
  - Grand Prix du Midi libre :
    - Classement général
    - 1re étape

  - 7e du Tour d'Espagne
  - 8e du Tour des Flandres
- 1964
  - 7e étape du Tour d'Andalousie
  - 8e étape du Tour d'Espagne
  - 2e du Tour d'Andalousie

## Résultats sur les grands tours

### Tour de France
3 participations 
- 1956 : abandon (9e étape)
- 1957 : 44e
- 1962 : 33e

### Tour d'Italie
3 participations
- 1956 : 36e, vainqueur de la 13e étape
- 1960 : 53e
- 1961 : 37e

### Tour d'Espagne
3 participations 
- 1958 : abandon
- 1962 : 7e, vainqueur de la 5e étape (contre-la-montre par équipes)
- 1964 : non-partant (12e étape), vainqueur de la 8e étape

## Distinction
- Cycliste néerlandais de l'année : 1961